# Comitatul Stevens, Washington
Comitatul Stevens, conform originalului din engleză,  Stevens  County, este unul din cele 39 comitate ale statului american  Washington.

## Demografie
|  | Graficele sunt indisponibile din cauza unor probleme tehnice. Mai multe informații se găsesc la Phabricator și la wiki-ul MediaWiki. |

Date: Wikidata - grafică realizată de Wikipedia
-->